# Michael Farfán
Michael Estuardo Farfán (San Diego, 23 giugno 1988) è un ex calciatore statunitense, di ruolo centrocampista.
Nella sua carriera ha conquistato un campionato statunitense con il Seattle Sounders (2016) ed una CONCACAF Champions League con il Cruz Azul (2013-2014).

## Biografia
Ha un fratello gemello, Gabriel, anche'egli con una carriera da calciatore e con il quale è stato compagno di squadra ai tempi del Philadelphia Union.

## Caratteristiche tecniche
Trequartista, poteva giocare come esterno di centrocampo su entrambe le fasce.

## Carriera
Nel 2005 è convocato per i Mondiali U-17 in Perù e gioca 4 incontri internazionali nel torneo organizzato dalla FIFA. Dopo aver giocato per diversi anni nella PDL tra i dilettanti, nel 2011 è scelto nel draft dai Philadelphia Union, con cui si guadagna un posto da titolare. Nel 2012 gioca con la MLS All Star.
Il 23 dicembre 2013 firma con i messicani del Cruz Azul: debutta nella liga messicana il 13 aprile 2014, al 78' della sfida contro il Pachuca entrando al posto di Sergio Nápoles e firmando il definitivo 2-2 nei minuti di recupero dell'incontro. Saranno i suoi unici minuti con il Cruz Azul e al termine della stagione resta svincolato, pur risultando tra i vincitori della CONCACAF Champions League 2013-2014 in quanto presente nella lista dei convocati alla competizione internazionale. Torna in patria il 10 febbraio 2015, accordandosi con il DC United e tornando a calcare i campi della MLS. Due settimane più tardi, fa il suo debutto nelle competizioni internazionali, scendendo in campo nel finale di Alajuelense-DC United 5-2.
Il 23 settembre 2015, segna anche il suo primo gol internazionale contro Montego Bay Utd, consentendo al club statunitense di completare la rimonta da 3-0 a 3-3 nei minuti di recupero proprio grazie alla marcatura di Farfan.
Il 10 febbraio dell'anno seguente si trasferisce ai Sounders di Seattle. Il 24 luglio seguente entra nella ripresa per Andreas Ivanschitz nel match perso contro lo Sporting K.C. col punteggio di 3-0: è l'unica presenze in stagione per Farfan, che gli vale comunque il titolo di campione degli Stati Uniti d'America conquistato dal club al termine del torneo nazionale.
Nel corso del 2016 gioca diversi spezzoni di partita con la squadra riserve del Seattle, in USL.
Il 25 febbraio 2017, annuncia il suo ritiro dal calcio giocato a 28 anni.

## Palmarès

### Club

#### Competizioni internazionali
- CONCACAF Champions League: 1

Cruz Azul: 2013-2014

#### Competizioni nazionali
- Campionato MLS: 1

Seattle Sounders: 2016